# Stagno Morto
Lo stagno Morto è una zona umida situata in prossimità della costa nord-orientale della Sardegna.
Appartiene amministrativamente al comune di Budoni.